# Miguel Ramos
Miguel Ángel Ramos García (Cali, Valle del Cauca, Colombia, 4 de agosto de 1997) es un actor y modelo colombiano, reconocido por ser el protagonista de la serie Familia al Máximo del Canal RCN.

## Filmografía

### Televisión
| Año       | Título                        | Personaje            | Canal              |
| --------- | ----------------------------- | -------------------- | ------------------ |
| 2021      | El acertijo                   | Rubén                | Señal Colombia     |
| 2021      | Familia al Máximo             | Maximiliano          | Canal RCN          |
| 2020      | Perdida                       | Cruz (Etapa juvenil) | Antena 3           |
| 2020      | Enfermeras                    | Jefferson            | Canal RCN          |
| 2018      | Noobees                       | Alvar Brócoli        | Nickelodeon        |
| 2018      | Dios sabe cómo hace sus cosas | Rodrigo              | Caracol Televisión |
| 2017-2020 | Tu voz estéreo                | Marlon / Martin      | Caracol Televisión |

## Cine
| Año  | Título              | Personaje | Nota |
| ---- | ------------------- | --------- | ---- |
| 2018 | Entre telas (corto) |           |      |
| 2018 | Al suelo (corto)    |           |      |
| 2018 | Rastro (corto)      |           |      |

## Teatro
| Año  | Título             | Personaje | Rol        |
| ---- | ------------------ | --------- | ---------- |
| 2019 | El Rey David       | David     | Principal  |
| 2019 | Lenguaje del color |           |            |
| 2017 | El Grinch          | Brutus    | Secundario |

- Datos: Q94534980